# Lilla Ämten
Lilla Ämten är en sjö i Hällefors kommun i Västmanland och ingår i Göta älvs huvudavrinningsområde.